# Saint Louis (1896)
Saint Louis byl predreadnought postavený pro Francouzské námořnictvo v roce 1896. Většinu své kariéry strávila ve Středomořské eskadře (Escadre de la Méditerranée), kde bylo obvykle vybrána do role vlajkové lodi. Během své služby se dvakrát srazila s jiným francouzských plavidlem, přičemž v případě ponorky Vendémiaire byla ztracena ponorka i s celou posádkou.
Po vypuknutí první světové války v srpnu 1914 doprovázela po dva měsíce spojenecké konvoje. V listopadu 1914 byla přeložena k hlídkování u Dardanel za účelem ochrany proti výpadu německého bitevního křižníku SMS Goeben do Středomoří. V roce 1915 byla převelena do východního Středomoří, kde se ujala role vlajkové lodi nově sestavené Syrské eskadry. V dubnu se Saint Louis podílela na bombardování Gazy a El Arish, v květnu pak byla převedena zpět do Dardanel jako palebná podpora během tažení na Gallipoli. Po údržbě ve Francii byla loď přidělena do eskadry, která měla zabránit Řekům v narušení vylodění spojenců v Soluni.
Loď byla v dubnu 1917 umístěna do rezervy, v letech 1919-20 sloužila krátce jako cvičná loď. V roce 1920 byla přestavěna na hulk a v roce 1931 nabídnuta k prodeji na sešrotování, nicméně svého kupce nenašla až do roku 1933.